# 藍田舞
藍田 舞（あいだ まい、朝: 아이다 마이, 1988年12月16日 - ）は、日本のアイドル、タレントである。
東京都出身。クロスミュージックエンターテイメント所属。女性アイドルグループ『Feam』のメンバー。

## 略歴
- 2009年4月、読者モデルとしてデビュー。
- 2010年2月、ピー・ビー・ビーに移籍。アイドルユニット「うょち〜し」に加入しライブに出演。
- 第6回リアルオーディション【ドラマ女優】でグランプリ受賞。
- 2011年3月に大妻女子大学を卒業。
- 2011年6月に体調不良により芸能活動と「うょち〜し」としての活動休止。
- 2011年12月、ネクストプロモーションに移籍。パステル☆ジョーカーに加入→脱退
- 2012年4月、サンミュージックブレーンに移籍。
- 2012年6月、『FLASH』グラビア枠オーディションのファイナリストに選ばれる。
- 2012年12月、Feamに加入。

### 所属事務所遍歴
アパレルモデル→ピー・ビー・ビー→ネクストプロモーション→サンミュージックブレーン→クロスミュージックエンターテイメント

## 人物
- 好きな色はピンク。
- 趣味はカラオケでAKB48を歌う事とネイルアート。AKB48では板野友美推しであった。
- 特技はHIPHOPとバトントワリング。
- 好きな食べ物はアイス・激辛なもの・お寿司。
- 大のディズニー好き。好きなキャラクターは、ディズニープリンセス、Duffy。
- 同い年の黒木梨帆と仲が良く、黒木のブログにも度々登場していた[1]。

## 出演

### 映画
- THE HYBRID 鵺の仔 (2015年、ベンテンエンタテインメント)[2]

### テレビ
- 中居正広の金曜日のスマたちへ（2009年3月 - 、TBSテレビ）
- うわさ体感バラエティ くちこみっ（2009年6月、フジテレビ）
- コールセンターの恋人（2009年7月 - 9月、テレビ朝日）
- さまぁ〜ずがスターのヒミツいじっちゃうよSP（2009年7月、テレビ朝日）
- SUPER SURPRISE（2009年10月5日、日本テレビ）
- Take Me Out（2009年12月 - 、TBS）
- ミュージックアイドルバトル（2010年1月 - 、MJTV）
- 『ぷっ』すま（2010年8月3日、テレビ朝日）
- お願い!ランキング（2010年7月・10月、テレビ朝日）
- オールスター感謝祭2010秋（2010年10月2日、TBSテレビ） - アシスタント
- ヨロシクまんでぃ!（2011年1月、テレビ埼玉） - レギュラー
- 月刊MelodiX!（2011年3月、テレビ東京） - アイドル下克上
- オーマイガー（2011年4月、チバテレビ） - レギュラー

### DVD
- リアルオーディションKomachi 【ドラマ女優】 グランプリ受賞（2010年12月17日発売、ベンテンエンタテインメント）
- ももいろ（2010年12月24日、オルスタックソフト販売）

### 雑誌
- Cancam（2009年12月、小学館）
- Tiara Girl（2009年10月）
- リアルバトルトーク（2009年5月、モッツ出版）
- FLASH (写真週刊誌)（2012年6月5日、光文社）

### 舞台
- ONEICHAN'S ELEVEN（2010年2月、劇団女神座）
- ONEICHAN'S TWELVE（2010年5月、劇団女神座）
- 終わらない修学旅行（2010年9月）
- もしかも!（2010年11月）